# Francisco Sánchez-Moreno Moscoso
Francisco Sánchez-Moreno Moscoso (Arequipa, 15 de septiembre de 1902-Lima, 6 de abril de 1985) fue un médico y político peruano, quien ocupó el cargo de Ministro de Salud durante el segundo gobierno de Manuel Prado Ugarteche. Fue un reformador y gran impulsor de la medicina social en el Perú.

## Biografía

### Inicios
José Francisco Sánchez-Moreno Moscoso nació en la ciudad de Arequipa el 15 de septiembre de 1902, hijo de Moisés Sánchez-Moreno del Carpio y Eva Moscoso Melgar, emparentados de Mariano Melgar, y más distantemente, de Flora Tristán y Paul Gauguin. Se quedó huérfano de ambos padres en su niñez, y por lo que fue internado a estudiar en el Seminario de San Jerónimo y en el Colegio Ballón de Arequipa. Desde una temprana edad era descrito por su familia como de carácter fuerte, enérgico, rebelde e inteligente. En su adolescencia su tío Juan Luis Moscoso Melgar, lo recluta para que sea ayudante de cirugías en el Hospital Goyeneche de Arequipa, que solo había sido inaugurado unos pocos años antes, debido al cual no contaba aún para ayudantes profesionales para sus 700 camas. El Dr. Moscoso había estudiado en París, donde se había graduado con honores, y era el primer jefe del servicio de cirugía, unidad que contaba con todos los avances de la época. Estudiando con su tío y participando en labores primarias de cirugías, el joven Francisco llega a interesarse en la medicina, el cual elige como vocación.
A los 16 años Francisco procede a estudiar en la Facultad de Ciencias de la Universidad Nacional de San Agustín, y a los 18 se traslada a Lima a continuar sus estudios en la Facultad de Medicina de la Universidad Nacional Mayor de San Marcos. En 1926-27 fue interno en la Asistencia Pública de Lima y luego en el pabellón 5 de cirugía del Hospital Arzobispo Loayza. En 1927 se gradúa como Bachiller de Medicina con la tesis  “Endocervicitis crónica y su tratamiento por la diatermo-coagulación”, obteniendo el título de médico-cirujano. El ahora Dr. Sánchez-Moreno se queda en el Hospital Loayza, y al siguiente año fue nombrado jefe del servicio médico nocturno domiciliario y asistente libre en el pabellón 2 de cirugía. Ese mismo año (1928) abre un consultorio privado en el centro de Lima, y por concurso también consigue la jefatura de clínica de otorrinolaringología en la Facultad de Medicina de San Fernando.
En 1930 tiene entre sus pacientes al hacendado Oscar Ramos Cabieses, quien pocos años más tarde sería Ministro de Hacienda en el primer gobierno de Manuel Prado Ugarteche. Sánchez-Moreno fue a hacerle una atención domiciliaria para realizar un registro cardiográfico, entonces un procedimiento novedoso en el Perú. En esa visita conoce a la hija mayor de don Oscar, Luisa Ramos. En 1932, contrae matrimonio con Luisa Ramos Dammert, quien también era nieta de Juana Alarco de Dammert.
Luego del fallecimiento de su primera hija, Sánchez-Moreno efectaría en 1934 una pasantía de diez meses en la Clínica Mayo en Rochester, Minnesota. Siguiendo lo que aprendió de enseñanzas de los hermanos William y Charles Mayo, fundó en 1935 en Lima, la Clínica Sánchez Moreno. Ahí trabajó por las siguientes cuatro décadas, siendo director de ella los primeros 22 años. También en 1935 pasa a ser profesor encargado de la asignatura en San Fernando, debido a la fragilidad de salud del director.

### Vida política
Cuando su suegro, Oscar Ramos Cabieses, toma a su cargo el Ministerio de Hacienda, Sánchez-Moreno desarrolla una buena y amigable relación con el presidente Prado, lo cual le sirve para iniciarse en cargos públicos. En 1941 fue concejal inspector de Sanidad de la Municipalidad Metropolitana de Lima, bajo la alcaldía de Luis Gallo Porras. En este puesto formuló un reglamento moderno para el control sanitario de la leche y sus productos derivados.
En los siguientes años Sánchez-Moreno tendría una participación muy activa en el ámbito institucional. Fue miembro fundador de la Sociedad Peruana de Otorrinolaringología y Oftalmología, y luego su presidente en 1952; presidente la Asociación de Clínicas Particulares del Perú en 1956; miembro titular de la Academia Peruana de Cirugía; miembro de la Sociedad Peruana de Urología; miembro de la Sociedad Uruguaya de Otorrinolaringología; y miembro de la Asociación Médica Peruana “Daniel Alcides Carrión”. También participó en numerosos congresos y eventos científicos a nivel nacional, Americano, y Europeo.
Al ser reelegido presidente de la República Manuel Prado, designó  Sánchez-Moreno para que representara en la Presidencia al Cuerpo Organizador del Seguro Social del Empleado (1956-57). Subsecuentemente lo designó Ministro de Salud Pública y Asistencia Social (actual: Ministerio de Salud del Perú), cargo que ocupó de septiembre de 1957 hasta julio de 1959, siendo Luis Gallo Porras el primer ministro en ese tiempo. En el mismo periodo también presidió la Caja Nacional del Seguro Social Obrero y el Consejo Superior del Fondo Nacional de Salud. Sus obras principales:
-Exitosa lucha contra la malaria, interrumpiendo la transmisión por Plasmodium falciparum y disminuyéndose la endemia de forma excepcional.
-El Plan Nacional Hospitalario, que planteaba la construcción y equipamiento de 31 hospitales con 3750 camas, y de 113 postas médicas. Durante su gestión se logró refaccionar 70 hospitales y construir 12 de estos hospitales nuevos, en Abancay, Ayacucho, Cajamarca, Cusco, Chachapoyas, Huancavelica, Huánuco, Huaraz, Puno, Sullana, Trujillo y Tumbes.  El plan fue continuado en los tres siguientes gobiernos.
-Estableció que los profesionales de los servicios asistenciales del Estado, beneficencias públicas, seguros sociales y municipalidades solo podían percibir un sueldo o pensión. Esta medida terminó con el abuso de los asistentes médicos, quienes sin cobrar hacían el trabajo de otros doctores, quienes necesitaban ser sustituidos para atender sus múltiples cargos.
-Acuerdo con las farmacéuticas para que 20 medicinas esenciales sean declaradas “medicinas sociales”, con un costo que no excediera el tercio del precio comercial, para ser distribuidos en los hospitales de la Beneficencia Pública y las postas médicas.
-Apertura del Hospital del Empleado (actualmente Hospital Rebagliati) en 1958. El hospital había sido construido en 1951 pero nunca inaugurado, debido a una amenaza de huelga de la Federación Médica Peruana si no era designado “clínica abierta” (todos los doctores del país tendrían derecho a pedir uso de las instalaciones). El Ministerio de Salud quería que fuese “clínica cerrada” (solo operado y organizado por personal propio), modelo adoptado por los hospitales grandes exitosos. Luego de que Sánchez-Moreno abriera el hospital el 3 de noviembre de 1958, declarando que los derechos de los asegurados venían primero, se realizó una huelga del 6 al 21 de noviembre. El caso llegó a interpelación de la Cámara de Diputados, que dio un voto de confianza, y luego fue aprobada la Ley del Seguro Social del Empleado N.º 13724, que declaraba al hospital como “clínica cerrada”.
Luego de cumplir su ciclo como Ministro de Salud, el Dr. Sánchez Moreno continuó en cargos del gobierno. En 1961 fue presidente del Consejo Superior del Seguro Social del Empleado, y luego su gerente general hasta 1962.
Con los sucesivos golpes de estado, Sánchez-Moreno se alejó de los cargos gubernamentales, enfocándose en vez en su práctica privada, su clínica, y puestos institucionales, como ser el Canciller de la Orden Hipólito Unanue. Se jubiló pocos años antes de su fallecimiento en Semana Santa, el 6 de abril de 1985.

## Condecoraciones
- Gran Cruz de la Orden Daniel A. Carrión
- Gran Cruz de la Orden Hipólito Unanue
- Gran Oficial de la Orden del Sol
- Gran Oficial de la Orden del Servicio Civil del Estado.